# Lampadédromie
Ne doit pas être confondu avec Marche aux flambeaux.

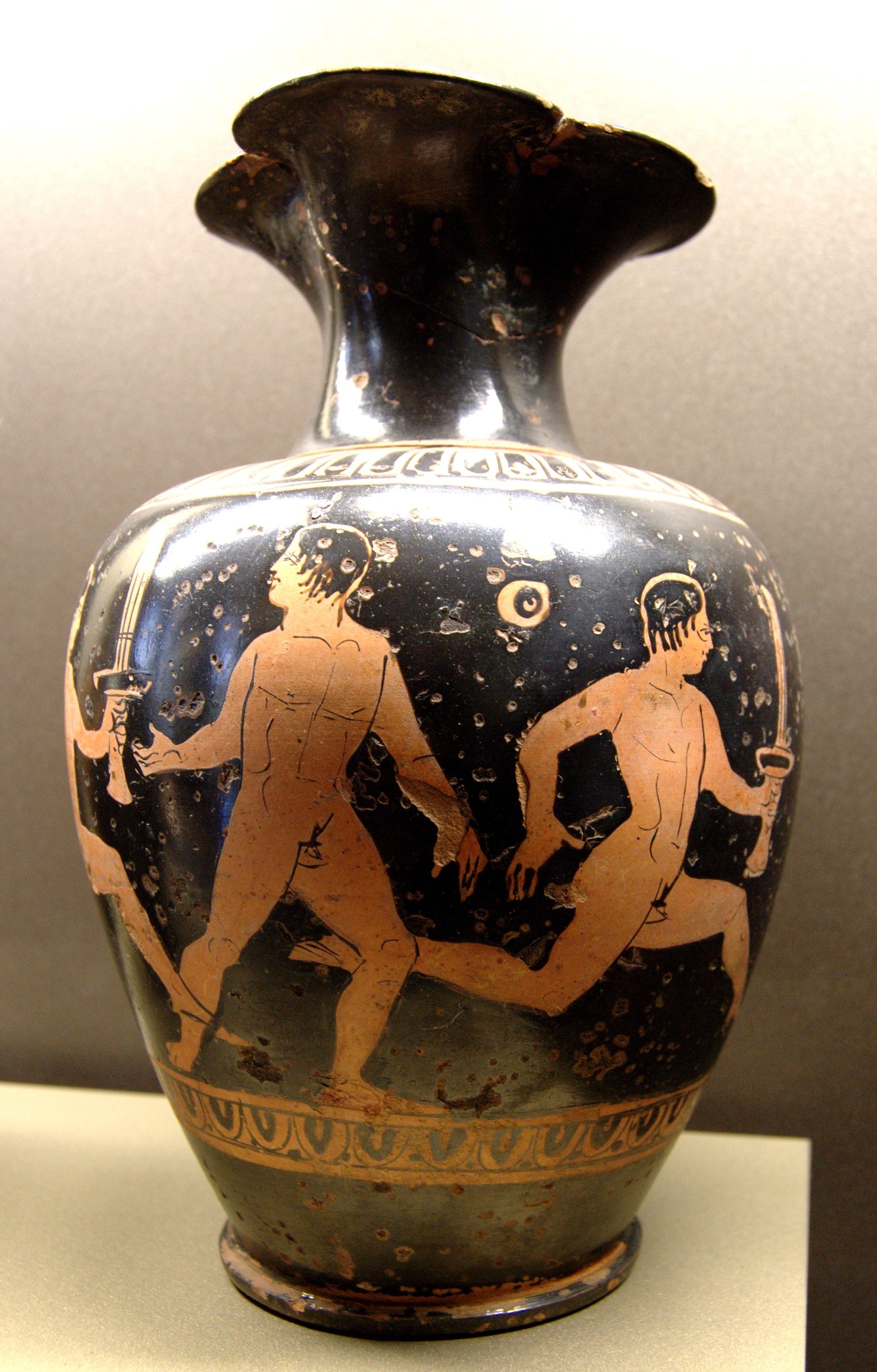
Lampadédromie sur une œnochoé attique à figures rouges du Fat Boy Group. IVe siècle av. J.-C. Musée du Louvre.

Les lampadédromies (en grec ancien : λαμπαδηδρομίαῐ / lampadēdromiai) ou lampadéphories (λαμπαδηφορίαῐ / lampadēphoriai) sont des courses aux flambeaux qui faisaient partie du programme de certaines festivités religieuses de l’Antiquité grecque.

## Histoire

### Origine
Il semble que l’institution des lampadédromies soit ancienne et qu’à l’origine elles avaient lieu lors de fêtes dédiées à des divinités liées au culte du feu.
À Athènes, les courses aux flambeaux étaient initialement organisées dans le cadre de trois fêtes : les Promēthia (en l'honneur de Prométhée), les Grandes Panathénées (en l'honneur d'Athéna) et les Héphaisties (en l’honneur d’Héphaïstos). Après la victoire de Marathon, les Athéniens en ajoutent une quatrième en l’honneur du dieu Pan.

### Déroulement à Athènes à l'époque classique
Leur déroulement à l’époque classique à Athènes correspondait à une compétition (agôn) entre les tribus issues de la réforme de Clisthène. Les tribus participantes choisissaient un gymnasiarque (appelé « lampadarque » dans les autres cités de Grèce). Ce dernier était chargé de recruter, à ses frais, les coureurs parmi les éphèbes et les jeunes gens, de sa tribu.
La course se déroulait entre l’Académie, située au nord-est d'Athènes, où l'on allumait le flambeau, et le Grand Autel d'Athéna Polias sur l'Acropole. Chaque tribu était représentée par une équipe de dix coureurs et la distance à parcourir faisait donc près de trois kilomètres pour une équipe entière. Chaque coureur parcourait environ 300 m avant de transmettre le flambeau (lampas), qui devait rester allumé, au coureur suivant. La sauvegarde du feu était essentielle : l'extinction du feu éliminait automatiquement l'équipe de l'épreuve. Le premier arrivé embrasait avec son flambeau le fagot préparé sur l’autel. La victoire était collective.

### Évolution à l'époque hellénistique
Lorsqu’à l'époque hellénistique, dans un monde grec élargi par les conquêtes d'Alexandre le Grand, des institutions athéniennes sont imitées par d'autres cités, l'éphébie et, avec elle, les courses aux flambeaux collectives apparaissent, comme épreuve et rite caractéristiques, dans de nombreux gymnases, établissements désormais lieux d'entraînement physique à la grecque d'éphèbes et d'autres classes d'âge.
D'autres formes de courses aux flambeaux se développent alors, à côté des courses organisées selon le modèle athénien de l'époque classique. Ces courses ont lieu pendant les fêtes en l'honneur de Thésée, les Herméennes, les Bendideia et même à l’époque impériale en l’honneur de chefs militaires romains. Les règles se modifient et les courses deviennent parfois individuelles et non plus collectives. Des lampadédromies avec des cavaliers (lors des fêtes en l'honneur d'Artémis) ou des enfants apparaissent. Les lampadédromies avaient lieu dans toutes les régions de Grèce et de Grande Grèce au moins jusqu’à l’époque romaine. Elles restèrent néanmoins un phénomène culturel purement grec, les Romains ne les pratiquant pas.

## Signification
La signification des lampadédromies est hypothétique : on ne sait s'il s’agit d’honorer le don du feu aux hommes et ses bienfaits, ou plutôt d’une purification rituelle par le feu. Dans le cas de Prométhée, il s'agit manifestement de la commémoration du vol du feu. Le transport du feu d'un autel où il est allumé à un autre où il ne l'est pas, a été interprété comme un rite de renouvellement du feu. Ces courses au flambeau ont lieu principalement en l'honneur de divinités du feu ou de l'art du feu (Prométhée, Héphaïstos).
Ce rite jouait un rôle essentiel dans la vie sociale et religieuse athénienne : un groupe relativement nombreux de jeunes Athéniens, sur le point d'entrer dans la communauté des citoyens adultes, s'entraînait collectivement, dans un cadre défini par la cité, pour assumer ensuite un rôle rituel, propre à leur catégorie d'âge, devant la cité rassemblée pour une fête.

## Représentations dans l'iconographie antique
Les courses aux flambeaux athéniennes sont connues par des sources littéraires et épigraphiques, mais surtout par des vases attiques. Les scènes ayant trait à ces courses constituent, en effet, un sujet de prédilection des peintres attiques.
Deux moments cruciaux sont particulièrement bien représentés : d'une part, la transmission du flambeau et, d'autre part, la proclamation de la victoire, où un personnage féminin (Nikė ou la personnification de la tribu victorieuse) ceignait la tête du dernier coureur de l'équipe celui qui a réussi à allumer le feu sur le Grand Autel d'une bandelette (tainia), symbole de victoire, en présence d'autres membres de l'équipe victorieuse.

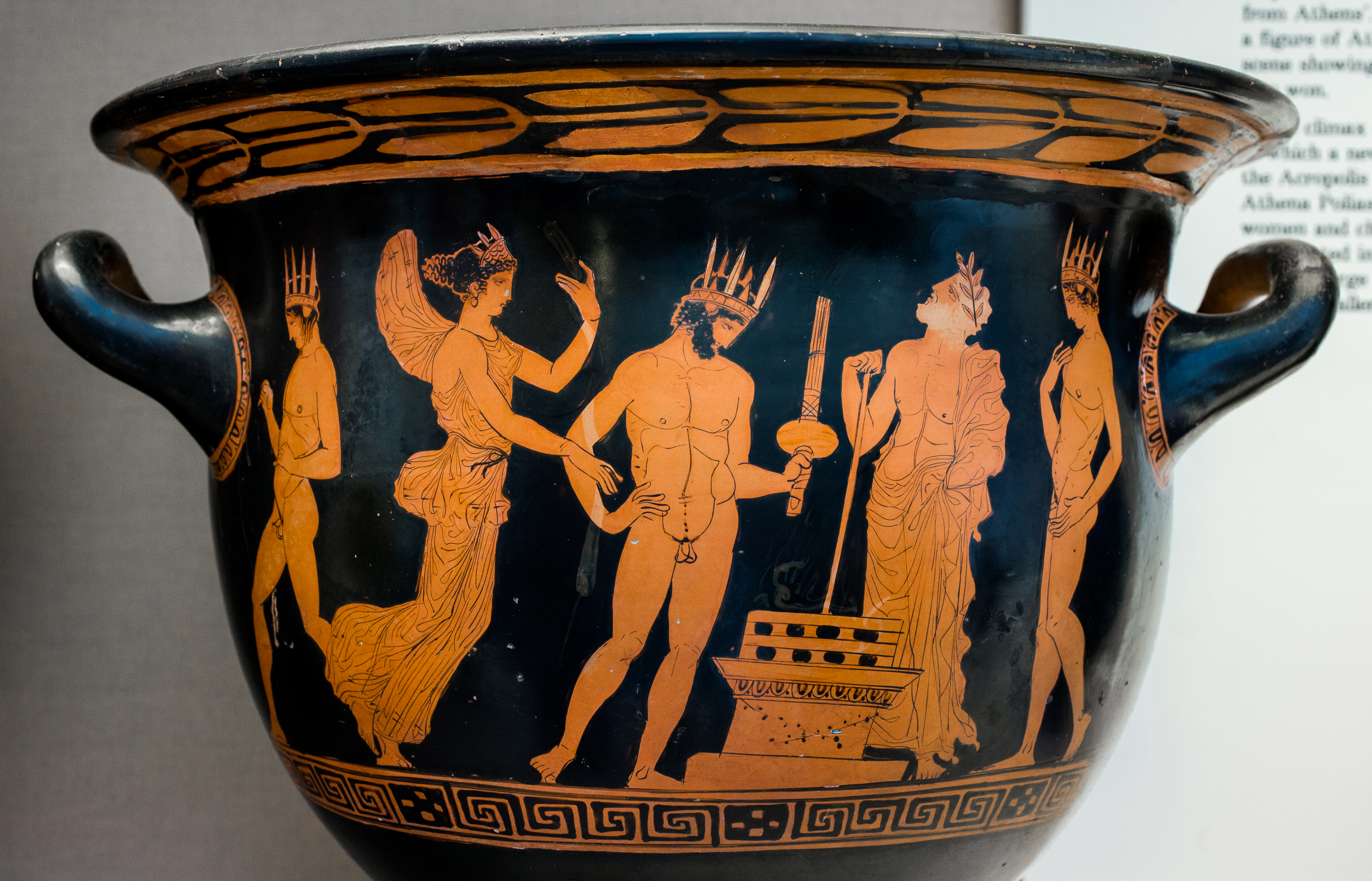
Proclamation de la victoire lors de la lampadédromie sur un cratère à figures rouges. British Museum.

## Postérité
Il se pourrait que les lampadédromies antiques aient inspiré l'Allemand Carl Diem lorsqu’il introduisit à partir des Jeux olympiques de 1936 à Berlin la course-relais de la flamme olympique de Grèce à la ville-hôte.
L'expression contemporaine « passer le flambeau », employée dans un sens figuré, trouve son origine dans le rituel antique de la course aux flambeaux.

### Sources primaires
- Eschyle, Agamemnon [détail des éditions] [lire en ligne] (312-14)
- Hérodote, Histoires [détail des éditions] [lire en ligne] (Livre VIII, 98, 2)

« le premier courrier transmet le message au second, le second au troisième : ainsi les ordres passent-ils de main en main, comme le flambeau chez les Grecs aux fêtes d’Héphaïstos »
- Platon, La République [détail des éditions] [lire en ligne] (I, 328a)
- Aristophane, Les Grenouilles [détail des éditions] [lire en ligne] (1089-98)
- Plutarque, Vies parallèles [détail des éditions] [lire en ligne] (Vie de Solon, Livre I, 17)
- Xénophon, Sur les revenus (lire en ligne) (Livre IV, 51-52)
- Pausanias, Description de la Grèce [détail des éditions] [lire en ligne] (Livre I, 30, 2)

« à l’Académie, il y a un autel de Prométhée ; on y prend le départ pour une course vers la ville avec des flambeaux allumés. La compétition consiste à garder tout en courant la torche allumée. Si la torche du premier est éteinte, il n’a plus aucun droit à la victoire et c’est le deuxième qui prend sa place ; si celui-ci non plus n’a plus sa torche enflammée, le vainqueur est le troisième. Si tous ont leur torche éteinte, la victoire ne revient à personne »
- (en + grc) Souda (lire en ligne) (lamda,88)